# Theodor Grigorjewitsch Bause
Theodor Grigorjewitsch Bause (russisch Фёдор Григорьевич Баузе; * 11. Juli 1752 in Triptis; † 25. Maijul. / 6. Juni 1812greg. in Moskau) war ein deutsch-russischer Jurist und Rektor der Universität Moskau.

## Leben
Bause, Sohn des Pfarrers in Triptis, besuchte die  Thomasschule zu Leipzig und studierte dann an der juristischen Fakultät der Universität Leipzig (1769–1773). Im Herbst 1773 ging er nach Russland, wo er eine Stelle als Hauslehrer im Hause des Kaufmanns Krug antrat. Im Sommer 1775 bekam er in St. Petersburg eine Stelle als Lehrer  an der Petrischule, wo er Geographie, Geschichte und Latein unterrichtete und nach einiger Zeit Inspektor der Schule wurde. 1780 hielt er sich in Deutschland auf, um seine pädagogischen Kenntnisse zu erweitern. Nach seiner Rückkehr wurde er zum Korrespondierenden Mitglied der St. Petersburger Akademie der Wissenschaften gewählt. Im April 1781 wurde er Mitglied der St. Petersburger Kaiserlichen Freien Ökonomischen Gesellschaft.
Im Herbst 1782 wurde Bause von der Universität Moskau eingeladen, nach Moskau zu kommen und dort die Professur für Recht zu übernehmen. Am Namenstag der Kaiserin Katharina II., dem 25. Novemberjul. / 6. Dezember 1782greg., hielt er seine lateinische Antrittsvorlesung mit dem Titel Oratio de jurisprudentia ejusque docendae et discendae ratione professionis juridicae. Er wurde Mitglied der Brüderlichen Gelehrtengesellschaft und der Moskauer Freimaurerloge Zu den drei Bannern. 1783 musste Bause aus unklaren Gründen die Universität Moskau verlassen und begab sich nach Deutschland. 1786 kehrte er auf seine alte Stelle an der Universität Moskau zurück. Ab 1787 lehrte er an der philosophischen Fakultät Enzyklopädik und Geschichte und hielt eine Vorlesung über Methoden der Wissenschaften und Künste. Im folgenden Jahr hielt er an der juristischen Fakultät eine Vorlesung über juristische Enzyklopädik. Ab 1791 lehrte er Römisches Recht. 1792 heiratete er die Apothekerswitwe Kalkau, deren Sohn Abram Jakowlewitsch Kalkau Professor der Medizin an der Universität Charkow wurde. Bause verwitwete und heiratete dann eine der Töchter des ungarischen Medizinprofessors Franz Franzewitsch Keresturi.
Nach 1800 lehrte Bause auch russische Literaturgeschichte, Geschichte der Diplomatie und Geschichte der Numismatik. 1803 bis zur Einführung der neuen Universitätssatzung war er der erste Dekan der juristischen Fakultät. Daneben war er Direktor des Pädagogik-Instituts an der Universität Moskau und hielt eine Vorlesung über Regeln der Pädagogik und Didaktik. 1805 wurde er zum Dekan der sittlich-politischen Abteilung der Universität Moskau gewählt. 1807 wurde Bause als Nachfolger von Pjotr Iwanowitsch Strachow Rektor der Universität Moskau mit einjähriger Amtszeit. Bauses Nachfolger wurde Bernhard Andreas von Heim.
Seit seiner Ankunft in Russland sammelte Bause alte Handschriften und Bücher. Der Archäologe und Philologe Konstantin Fjodorowitsch Kalaidowitsch nannte Bauses in drei Jahrzehnten entstandene Sammlung einzigartig. Die Sammlung enthielt 395 Handschriften und 65 gedruckte Bücher. Eine der Handschriften waren die von Simeon Polozki und Karion Istomin zusammengestellten Anweisungen für den Zarewitsch Alexei Michailowitsch. Mit Bauses Handschriftensammlung arbeitete Nikolai Michailowitsch Karamsin. Ein Kauf der Sammlung für 10.000 Rubel durch die Moskauer Gesellschaft für Geschichte und Altertümer war aus unbekannten Gründen nicht zustande gekommen. Die Sammlung verbrannte im Brand von Moskau (1812).
Zusammen mit den Moskauer Professoren Anton Antonowitsch Prokopowitsch-Antonski und Pjotr Iwanowitsch Strachow war Bause Mitglied der 1802 gebildeten Kommission zur Prüfung und Ergänzung der Statuten der St. Petersburger Akademie der Wissenschaften und der Universität Moskau. Dazu war er Mitglied der Hauptverwaltung der Schulen, Ehrenmitglied der Moskauer Gesellschaft der Naturforscher (seit 1805) und Ehrenmitglied der Universität Charkow (seit 1809). 1811 wurde Bause mit voller Pension ehrenvoll in den Ruhestand verabschiedet.